# Gobierno de Cataluña 1984-1988
Es el gobierno de la Generalidad de Cataluña en el periodo 1984-1988, correspondiendo a la II legislatura parlamentaria del periodo democrático y sucedió al Gobierno de Cataluña 1980-1984.

## Cronología
Después de las elecciones del 29 de abril de 1984, la candidatura encabezada por Jordi Pujol de Convergencia y Unión obtiene una mayoría absoluta de 72 escaños frente a los 41 escaños obtenidos por  el Partido de los Socialistas de Cataluña de Raimon Obiols. 
El 30 de mayo de 1984  tiene lugar el debate de investidura y Jordi Pujol resultó elegido por segunda  vez consecutiva como Presidente de la Generalidad de Cataluña con 87 votos a favor de Convergencia y Unión, Alianza Popular  y Esquerra Republicana de Catalunya,  44 en contra de Partido de los Socialistas de Cataluña y Partido Socialista Unificado de Cataluña y 4 abstenciones, 1 de  Esquerra Republicana de Catalunya y 3 de Partido de los Socialistas de Cataluña.

## Estructura del gobierno
| Presidente: Jordi Pujol (CDC / CIU) |

| Consejería                            | Titulares                                         | Titulares                                                         | Titulares                                                    |
| ------------------------------------- | ------------------------------------------------- | ----------------------------------------------------------------- | ------------------------------------------------------------ |
| Consejería                            | 18 de junio de 1984                               | Cambios de gobierno                                               | Cambios de gobierno                                          |
| Gobernación                           | Macià Alavedra (CDC) (hasta el 9-05-86)           | Agustí Bassols (UDC) (desde el 9-05-86)                           | Agustí Bassols (UDC) (desde el 9-05-86)                      |
| Justicia                              | Agustí Bassols (UDC) (hasta el 9-05-86)           | Joaquim Xicoy (UDC) (desde el 9-05-86)                            | Joaquim Xicoy (UDC) (desde el 9-05-86)                       |
| Industria y Energía                   | Joan Hortalà (ERC) (hasta el 27-02-87)            | Macià Alavedra (CDC) (desde el 27-02-87)                          | Macià Alavedra (CDC) (desde el 27-02-87)                     |
| Educación                             | Joan Guitart i Agell (CDC)                        | Joan Guitart i Agell (CDC)                                        | Joan Guitart i Agell (CDC)                                   |
| Cultura                               | Joan Rigol (UDC) (hasta el 19-12-85)              | Joaquim Ferrer i Roca (CDC) (desde el 19-12-85)                   | Joaquim Ferrer i Roca (CDC) (desde el 19-12-85)              |
| Economía y Finanzas                   | Josep Maria Cullell (CDC) (hasta el 23-04-87)     | Josep Manuel Basañez i Villaluenga (CDC) (desde el 23-04-87)      | Josep Manuel Basañez i Villaluenga (CDC) (desde el 23-04-87) |
| Política Territorial y Obras Públicas | Xavier Bigatà (CDC)                               | Xavier Bigatà (CDC)                                               | Xavier Bigatà (CDC)                                          |
| Sanidad y Seguridad Social            | Josep Laporte (CDC)                               | Josep Laporte (CDC)                                               | Josep Laporte (CDC)                                          |
| Comercio y Turismo                    | Francesc Sanuy i Gistau (CDC) (hasta el 19-12-85) | Narcís Oliveras i Terradas (UDC) (entre el 19-12-85 y el 9-05-86) | Joaquim Molins (CDC) (desde el 9-05-86)                      |
| Trabajo                               | Oriol Badia i Tobella (CDC)                       | Oriol Badia i Tobella (CDC)                                       | Oriol Badia i Tobella (CDC)                                  |
| Agricultura, Ganadería y Pesca        | Josep Miró i Ardèvol (CDC)                        | Josep Miró i Ardèvol (CDC)                                        | Josep Miró i Ardèvol (CDC)                                   |